# Марават
Марава́т (фр. Maravat) — коммуна во Франции, находится в регионе Юг — Пиренеи. Департамент — Жер. Входит в состав кантона Мовзен. Округ коммуны — Кондом.
Код INSEE коммуны — 32232.

## География

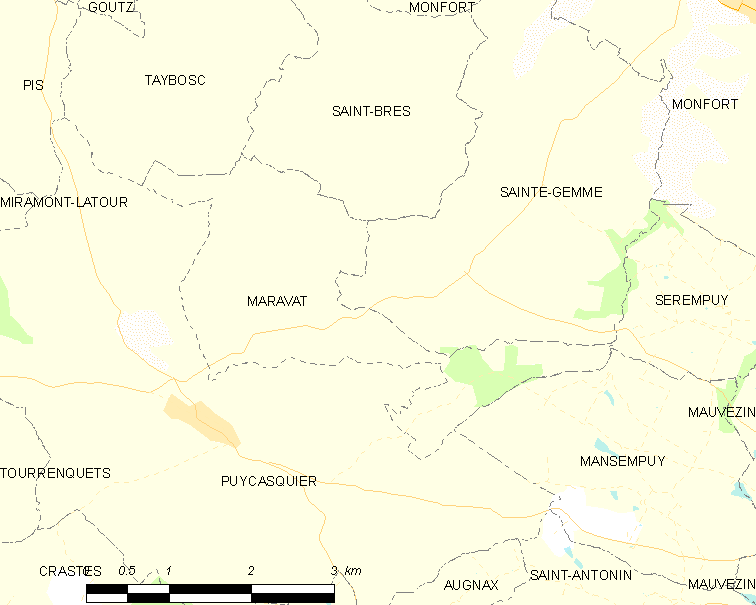
Карта коммуны

Коммуна расположена приблизительно в 580 км к югу от Парижа, в 60 км западнее Тулузы, в 19 км к северо-востоку от Оша.

## Климат
Климат умеренно-океанический. Лето жаркое и немного дождливое, температура часто превышает 35 °С. Зимой часто бывает отрицательная температура и ночные заморозки. Годовое количество осадков — 700—900 мм.

## Население
Население коммуны на 2010 год составляло 43 человека.
| 1962 | 1968 | 1975 | 1982 | 1990 | 1999 | 2010 |
| ---- | ---- | ---- | ---- | ---- | ---- | ---- |
| 87   | 73   | 50   | 42   | 47   | 49   | 43   |

## Администрация
| Период | Период | Фамилия    | Партия | Примечания |
| ------ | ------ | ---------- | ------ | ---------- |
| 2001   | 2020   | Жак Эскуба |        |            |

## Экономика
В 2010 году среди 25 человек трудоспособного возраста (15-64 лет) 21 были экономически активными, 4 — неактивными (показатель активности — 84,0 %, в 1999 году было 61,5 %). Из 21 активных жителей работали 20 человек (10 мужчин и 10 женщин), безработным был 1 мужчина. Среди 4 неактивных 2 человека были учениками или студентами, 0 — пенсионерами, 2 были неактивными по другим причинам.